# السفينة نجمة البحر
السفينة نجمة البحر ناقلة نفط تسرب منها حوالي 115 ألف طن من النفط الخام في خليج عمان في 19 ديسمبر 1972 بعد تصادمها مع الناقلة البرازيلية هورتا باربوسا. بعد الاصطدام اشتعلت النار في السفينتين وتخلى طاقمها عنها. بقي اثنا عشر من أفراد الطاقم حتفهم في الحريق الذي استمر لمدة خمسة أيام. جرت محاولة استرداد السفينة نجمة البحر قبل أن يتم إخماد الحريق على متن السفينة ولكن بعد عدة انفجارات فإن السفينة غرقت في الخليج العربي في 24 ديسمبر 1972.
كانت السفينة الأولى التي شاهدتها هي مدمرة بحرية الولايات المتحدة يو إس إس تشارلز ر. وير. كافح طاقم سفينة تشارلز ر. وير الحرائق في هورتا باربوسا وأنقذوا حوالي 26 من أفراد طاقم سفينة نجمة البحر حيث تم نقل معظمهم إلى البحرين للمساعدة الطبية.